# Джелепов, Борис Сергеевич
Борис Сергеевич Джелепов (29 ноября [12 декабря] 1910, Одесса — 22 апреля 1998, Санкт-Петербург) — советский и российский физик, первый исследователь ядерной спектроскопии в СССР.
Его работы стали серьёзным вкладом в создание советской атомной бомбы.

## Биография
Родился 29 ноября [12 декабря] 1910 в Одессе, в семье служащего. До 1925 года учился в средней школе в Новгороде, в 15 лет пытался поступить в Ленинградский государственный университет, но его кандидатуру отклонили по возрасту. В 1926—1927 учебном году самостоятельно учился по программе I курса и в 1927 году поступил на физико-математический факультет Ленинградского университета. С 1931 года начал работать в Государственном физико-техническом институте при ВСНХ в составе научно-исследовательской группы (Б. С. Джелепов, А. И. Алиханов и А. И. Алиханьян), участники которой в 1934 году одними из первых наблюдали явление искусственной радиоактивности.
С 1935 года работал также в Ленинградском университете, получил должность доцента, занимался исследованиями во 2-й физической лаборатории физфака ЛГУ, с его приходом лаборатория получила импульс развития и уровень работ в ней существенно вырос.
В этой лаборатории в 1930-х годах Б. С. Джелеповым был создан первый отечественный ядерный спектрограф.
В 1934—1935 годах вышли работы группы авторов (Б. С. Джелепов, А. И. Алиханов и А. И. Алиханьян) по исследованию излучения радиоактивных ядер азота-13, алюминия-26, фосфора-30 и других, исследовано влияние заряда ядра на форму бета-спектра. У Бориса Сергеевича появились первые ученики, которые под его руководством занимались ядерной физикой.
Во время войны Джелепов продолжал научные работы, но в 1943 году был призван на флот, участвовал в работах по размагничиванию судов.
В 1944 году в связи с тем, что И. В. Курчатов начал формирование лаборатории № 2 АН СССР, Борис Сергеевич был отозван с фронта в числе сотрудников атомного проекта.
Проработав три месяца в Москве, Б. С. Джелепов вернулся в Ленинград и продолжил работу в ЛГУ, создал в университете специальную лабораторию ядерной физики, где проводились научные исследования по физике ядра.
С мая 1945 года Джелепов стал сотрудником Радиевого института и в том же году состоялся первый выпуск студентов по специализации «ядерная физика».
С января 1946 года на базе лаборатории ядерной физики была создана кафедра ядерной физики, которую он и возглавил. Затем создал и в течение нескольких десятилетий возглавлял кафедру ядерной спектроскопии.
Являлся главным редактором журнала «Известия Академии наук СССР. Серия физическая», председателем Научного совета АН СССР по ядерной спектроскопии. Автор и соавтор нескольких сотен научных работ. Член бюро Отделения ядерной физики АН СССР. Член редколлегии иностранных научных журналов.
Скончался 22 апреля 1998 года. Похоронен в Санкт-Петербурге на Богословском кладбище.
Брат физика-ядерщика В. П. Джелепова.
Сын Игорь (1945), физик, профессор. Дочери Наталия и Лидия (1962).

## Память
- Ежегодный Джелеповский теннисный турнир памяти член-корреспондентов РАН, лауреатов Государственных премий братьев Венедикта и Бориса Джелеповых (Дубна, Московская обл.).